# Defacement

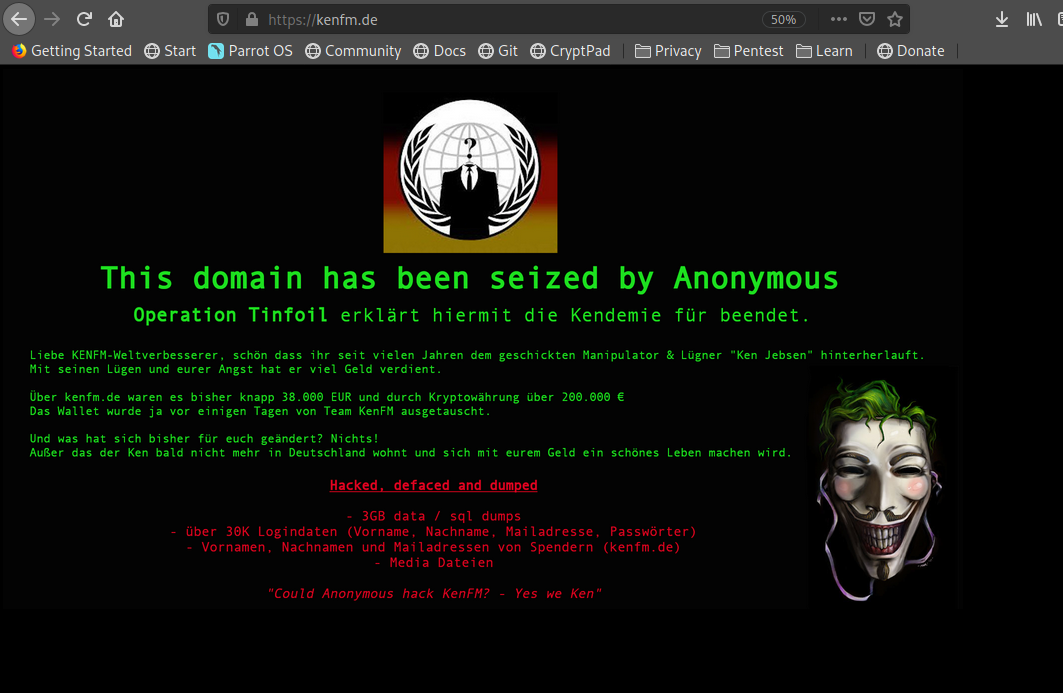
Hacker de Duong Hong Quan

Defacement (en inglés desfiguración) es un ataque a un sitio web que cambia la apariencia visual de una página web. Normalmente son producidos por hackers que obtuvieron algún tipo de acceso a ella, bien por algún error de programación de la página, por algún bug en el propio servidor o por una mala administración de este.
Los defacements son generalmente tipos de Grafiti electrónico y tal como otras formas de Vandalismo, también se usa para enviar mensajes de "ciber protestantes" políticamente motivados o hacktivistas o poner un sitio de malware o de phishing. El autor de un defacement se denomina defacer.

## Objetivos comunes
Sitios religiosos y de gobierno son atacados regularmente por hackers para mostrar mensajes políticos o religiosos, cambiando el trabajo de otros. A veces incluyen imágenes perturbadoras o frases ofensivas, así como una especie de firma, para mostrar quién fue el responsable del defacement. Los sitios web son atacados no solo por razones políticas; muchos defacers lo hacen solamente por la emoción. Por ejemplo, existen concursos en línea en los cuales hackers reciben puntos por alterar la mayor cantidad de sitios en un período de tiempo. Las grandes corporaciones suelen ser atacadas más que otros sitios de la world wide web y muchas veces buscan medidas para protegerse de defacement o de hackeos en general. Los sitios web representan la imagen de una compañía u organización y por lo tanto tienen pérdidas cuantiosas debido al defacement. Los visitantes pueden perder la fe en sitios que no pueden prometer seguridad y dudar en hacer transacciones en línea en ellos. Después del defacement, los sitios deben bajarse para repararlos y para revisiones de seguridad, a veces por extensos períodos de tiempo, causando costos y pérdidas de ingresos.